# Округ Ворен (Илиноис)
Округ Ворен (енгл. Warren County) је округ у америчкој савезној држави Илиноис.

## Демографија
По попису из 2010. године број становника је 17.707, што је 1.028 (-5,5%) становника мање 2000. године.
| Група             | 2000.          | 2010.          |
| Белци             | 17.672 (94,3%) | 15.582 (88,0%) |
| Афроамериканци    | 298 (1,6%)     | 303 (1,7%)     |
| Азијати           | 63 (0,3%)      | 94 (0,5%)      |
| Хиспаноамериканци | 507 (2,7%)     | 1.490 (8,4%)   |
| Укупно            | 18.735         | 17.707         |